# Warren (Massachusetts)
Warren es un pueblo ubicado en el condado de Worcester en el estado estadounidense de Massachusetts. En el Censo de 2010 tenía una población de 5.135 habitantes y una densidad poblacional de 71,7 personas por km².

## Geografía
Warren se encuentra ubicado en las coordenadas 42°12′1″N 72°11′59″O / 42.20028, -72.19972. Según la Oficina del Censo de los Estados Unidos, Warren tiene una superficie total de 71.61 km², de la cual 71.35 km² corresponden a tierra firme y (0.37%) 0.27 km² es agua.

## Demografía
Según el censo de 2010, había 5.135 personas residiendo en Warren. La densidad de población era de 71,7 hab./km². De los 5.135 habitantes, Warren estaba compuesto por el 96.81% blancos, el 0.58% eran afroamericanos, el 0.21% eran amerindios, el 0.35% eran asiáticos, el 0.04% eran isleños del Pacífico, el 0.35% eran de otras razas y el 1.66% pertenecían a dos o más razas. Del total de la población el 2.34% eran hispanos o latinos de cualquier raza.